# کرون (بستک)
روستای کرون روستای کوچک کوهستانی از توابع دهستان کوخرد در بخش کوخرد هرنگ شهرستان بستک و در غرب استان هرمزگان در جنوب ایران واقع است. کرون در ته دره کرون قرار دارد. این روستا در شمال غربی هرنگ و در ۱۰ کیلومتری زیر کوه ناخ واقع است.

## جمعیت
بر اساس سرشماری سال ۱۳۸۵، جمعیت این روستا ۱۸ نفر (۴ خانوار) بوده‌است. اهالی روستا از اهل سنت و از شاخه شافعی هستند یعنی از پیروان امام محمد ادریس شافعی می‌باشند و به زبان فارسی و به گویش محلی تکلم می‌کنند؛ و به دامپروری مشغول هستند.
پیرامون ۵۰ اصله نخل و نیز چشمه کوچکی در روستا وجود دارد که آبش نسبتاً شیرین است. آب این چشمه برای آشامیدن گوسفندها و آبیاری نخلها استفاده می‌شود.

## گذران زندگی
شغل اصلی مردم این روستا دامداری است، همچنین از کوهای اطراف روستای خود گیاهان داروئی جمع‌آوری می‌کنند و در دهات نزدیک خود می‌فروشند و از این راه امرار معاش می‌کنند.

## نگاره

روستای کرون

## فهرست منابع و مآخذ
- محمدیان، کوخردی، محمد، “ «به یاد کوخرد» “، ج۱. چاپ اول، دبی: سال انتشار ۲۰۰۳ میلادی.
- نگاره‌ها از: محمد محمدیان.
- سلامی، بستکی، احمد.  (بستک در گذرگاه تاریخ)  ج۲ چاپ اول، ۱۳۷۲ خورشیدی.
- عباسی، قلی، مصطفی،  «بستک وجهانگیریه» ، چاپ اول، تهران: ناشر: شرکت انتشارات جهان معاصر، سال ۱۳۷۲ خورشیدی.
- بالود، محمد.  (فرهنگ عامه در منطقه بستک)  ناشر همسایه، چاپ زیتون، انتشار سال ۱۳۸۴ خورشیدی.
- الکوخردی، محمد، بن یوسف، (کُوخِرد حَاضِرَة اِسلامِیةَ عَلی ضِفافِ نَهر مِهران Kookherd, an Islamic District on the bank of Mehran River) الطبعة الثالثة، دبی: سنة ۱۹۹۷ للمیلاد.
- مهندس:، حاتم، محمد، غریب“ «تَاریخْ عَرَب الّهْولَة Huwala Arab History» “، دولة الکویت، ج۱. چاپ سوم، القاهرة، مصر، دارالأمین للطباعة والنشر والتوزیع، ۸ شارع أبوالمعالی، سال انتشار ۱۹۹۷ میلادی، Engineer: Mohammed gharhb Hatem , third edition: Egypt (Cairo),1997 & 2013
- بختیاری، سعید،  «اتواطلس ایران» ، “ مؤسسه جغرافیایی وکارتگرافی گیتاشناسی، بهار ۱۳۸۴ خورشیدی.
- محمد، صدیق «تارخ فارس» صفحه‌های (۵۰–۵۱)، چاپ سال ۱۹۹۳ میلادی.
- اطلس گیتاشناسی استان‌های ایران [Atlas Gitashenasi Ostanhai Iran] (Gitashenasi Province Atlas of Iran)
- محمدیان، کوخردی، محمد،  (شهرستان بستک و بخش کوخرد) ، ج۱. چاپ اول، دبی: سال انتشار ۲۰۰۵ میلادی.